# والجیو
والجیو (به ایتالیایی: Valeggio) یک کومونه در ایتالیا است که در استان پاویا واقع شده‌است.

## خصوصیات
والجیو ۹ کیلومترمربع مساحت و ۲۳۳ نفر جمعیت دارد.